# Sodalitium Pianum
Sodalitium Pianum (lat. soudržnost s Piem, odkazující k Piu X.) označuje primárně hnutí pro potírání modernismu v římskokatolické církvi po odsouzení modernismu papežem sv. Piem X. v dekretu Lamentabili sane exitu a encyklice Pascendi Dominici gregis z roku 1907. Stejné jméno si poté v roce 1985 dala katolická tradicionalistická skupina vyčleněná z Kněžského bratrstva sv. Pia X. a známá též pod jménem Istituto Mater Boni Consilii.
Skupinu zorganizoval mons. Umberto Benigni díky svým osobním kontaktům s různými teology. Jejím cílem bylo vynutit prosazení závěrů dokumentů Pia X. uvnitř církve. Jednalo se o neoficiální skupinu cenzorů, kteří Benignimu podávali zprávy o těch, kteří učili podle odsouzené doktríny. Ve Francii byla skupina známa pod jménem La Sapinière. Její často až přehnaně snaživé a tajné metody však podle některých boji proti modernismu spíše uškodily, než pomohly.
Vatikánský státní sekretář Rafael Merry del Val zabránil tomu, aby skupina získala nějaký kanonický status. Nakonec ji kompetentní orgány římské kurie rozpustily v roce 1921 na základě „změny poměrů“.
Badatelé se neshodují v názoru na to, do jaké míry si byl skupiny Pius X. vědom či zda schvaloval Benigniho iniciativy.